# Élections législatives portugaises de 2019
Les élections législatives portugaises de 2019 (en portugais : Eleições legislativas portuguesas de 2019) ont lieu le 6 octobre 2019, afin d'élire les 230 députés de la XIVe législature de l'Assemblée de la République pour un mandat de quatre ans.
Marqué par le plus fort taux d'abstention depuis la révolution des Œillets, le scrutin voit la victoire du Parti socialiste à la majorité relative après quatre ans de gouvernement minoritaire soutenu par la gauche radicale. Le CDS – Parti populaire réalise son plus mauvais résultat depuis la fin des années 1980 et l'extrême droite fait pour la première fois son entrée au Parlement, avec un député. Le Premier ministre António Costa est alors reconduit et forme le XXIIe gouvernement constitutionnel.

## Contexte
Le Portugal est gouverné depuis 2015 par le Premier ministre António Costa, à la tête d'un gouvernement minoritaire composé de membres du Parti socialiste, avec le soutien sans participation du Bloc de gauche et de la Coalition démocratique unitaire. Cette coalition non officielle est qualifiée de « Geringonça » en français : « bric et de broc », par le Parti social-démocrate, arrivé en tête des législatives de 2015 mais relégué dans l'opposition faute de soutiens. Le terme, initialement utilisée de manière péjorative, finit par être communément employé dans les médias de manière neutre.
Donné favori dans les sondages, le PS arrive en mai en tête des européennes avec 33 % des voix, un résultat similaire aux précédent scrutin ainsi qu'aux législatives de 2015. Lors des élections régionales organisées dans la région autonome de Madère le 22 septembre, le Parti social-démocrate (PPD/PSD), qui gouverne l'île depuis 43 ans, vire en tête mais perd sa majorité absolue. Le très bon score du PS, qui triple son nombre de députés et totalise 35 % des voix, augure des résultats favorables pour le parti au pouvoir lors des législatives nationales.
Le scrutin est convoqué pour le 6 octobre 2019.

### Affaires
Le PS est éclaboussé par l'« affaire Tancos », qui voit le ministre de la Défense José Alberto Azeredo Lopes être mis en examen et démissionner en octobre 2018 pour avoir tenté de couvrir les auteurs d'un vol de matériel de guerre dans une base militaire fin juin 2017. Face au vol d'un total de 150 grenades à main, 44 roquettes antichar, 18 grenades lacrymogènes et 1450 cartouches dans une base à la faveur d'un réseau de caméra de surveillance inopérant depuis plusieurs années, plusieurs responsables de la police militaire et de la Garde nationale républicaine se seraient entendus avec l'un des voleurs, un collègue pris de remords, pour organiser la redécouverte du butin et s'en approprier les lauriers tout en le couvrant.
Mis au courant de l'affaire jugée rocambolesque, le ministre aurait tenter de la dissimuler et de couvrir à son tour les militaires, qui affirment quant à eux avoir agi avec l'aval de son cabinet, menant deux ans plus tard à son inculpation pour délits de déni de justice, favoritisme et abus de pouvoir,.

### Bonne santé économique
Le PS bénéficie de la bonne santé économique du pays, qui connait en 2017 et 2018 ses meilleurs taux de croissance depuis 2000 avec respectivement 3,5 et 2,4 %, principalement soutenue par le tourisme, les exportations et l'investissement immobilier. Le chômage, descendu à 6,4 %, est revenu à son niveau d'avant la crise bancaire et financière de l'automne 2008 tandis que le déficit public courant a été maîtrisé.
Tout juste sorti à son arrivée au pouvoir d'un plan de sauvetage du Fonds monétaire international de 78 milliards d'euros assortis d'une cure d'austérité, de réformes et de privatisations effectués par le gouvernement de droite l'ayant précédé, le gouvernement d'António Costa est rapidement revenu dessus, se fixant pour principal objectif de rétablir le pouvoir d'achat de la population. Le virage est entrepris par le ministre des Finances Mário Centeno, président de l'Eurogroupe. Le passage au vert des indicateurs économique quatre années plus tard permet au premier ministre de proclamer durant la campagne avoir « tourné la page de l'austérité » tout en se maintenant dans la zone euro. Les séquelles de la crise économique sont cependant encore très présentes, les investissements publics étant presque inexistants depuis plusieurs années, avec un impact négatif sur l'état des infrastructures, tandis que les impots restent très élevés. Le gouvernement ne dispose de ce fait que d'une très maigre marge de manœuvre face à la menace annoncée d'une nouvelle crise économique en Europe,.

## Système électoral
Le Portugal est doté d'un parlement monocaméral, l'Assemblée de la République, composé de 230 sièges pourvus tous les quatre ans selon un mode de scrutin proportionnel plurinominal à listes bloquées dans 22 circonscriptions électorales de 2 à 48 sièges. Après décompte des voix, la répartition des sièges se fait à la proportionnelle selon la méthode d'Hondt, sans seuil électoral prédéfini.
Dix-huit circonscriptions correspondent aux districts du Portugal et totalisent 215 sièges, répartis en proportion de leur population respective avec un maximum de 48 pour le district de la capitale Lisbonne. Les régions autonomes de Madère et des Açores ont quant à elles six et cinq sièges respectivement. Enfin, les Portugais de la diaspora élisent deux sièges en Europe et deux autres dans le reste du monde.

### Sondages

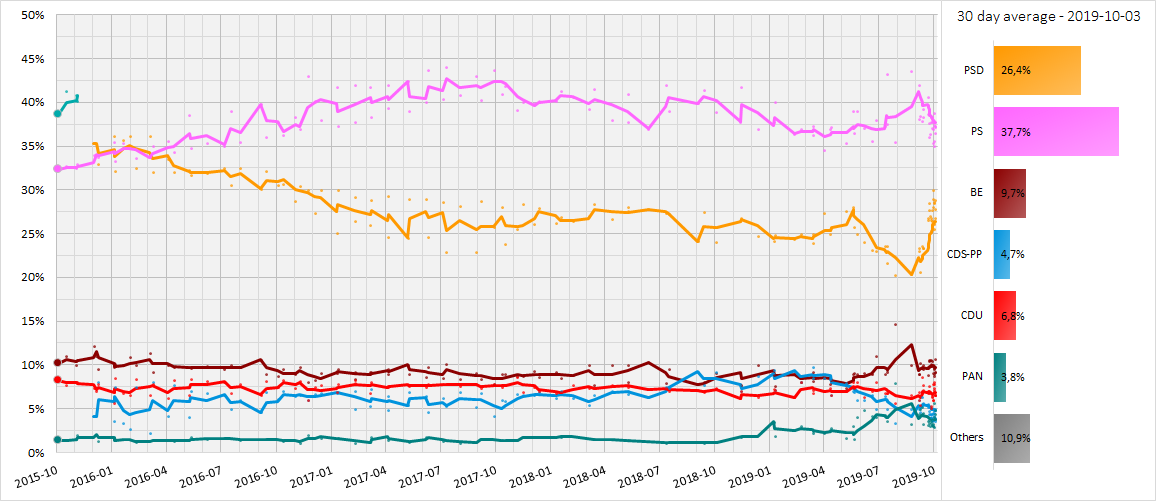
intentions de vote de 2015 à 2019

## Campagne

### Forces en présences
| Parti | Parti                                 | Idéologie                                                                                         | Chef de file                     | Résultats précédents       |
| ----- | ------------------------------------- | ------------------------------------------------------------------------------------------------- | -------------------------------- | -------------------------- |
|       | Parti socialiste (PS)                 | Centre gauche Social-démocratie, europhilie                                                       | António Costa (Premier ministre) | 32,31 % des voix 86 sièges |
|       | Parti social-démocrate (PPD/PSD)      | Centre droit Libéral-conservatisme, démocratie chrétienne                                         | Rui Rio                          | En coalition               |
|       | Bloc de gauche (BE)                   | Gauche à gauche radicale Socialisme démocratique, écosocialisme, euroscepticisme, anticapitalisme | Catarina Martins                 | 10,19 % des voix 19 sièges |
|       | CDS – Parti populaire (CDS-PP)        | Centre droit à droite Conservatisme, démocratie chrétienne, national-conservatisme                | Assunção Cristas                 | En coalition               |
|       | Coalition démocratique unitaire (CDU) | Extrême gauche Communisme, marxisme-léninisme, euroscepticisme, écologie politique                | Jerónimo de Sousa                | 8,25 % des voix 17 sièges  |
|       | Personnes–Animaux–Nature (PAN)        | Centre gauche Droits des animaux, écologisme                                                      | André Silva                      | 1,39 % des voix 1 siège    |

### Principaux éléments

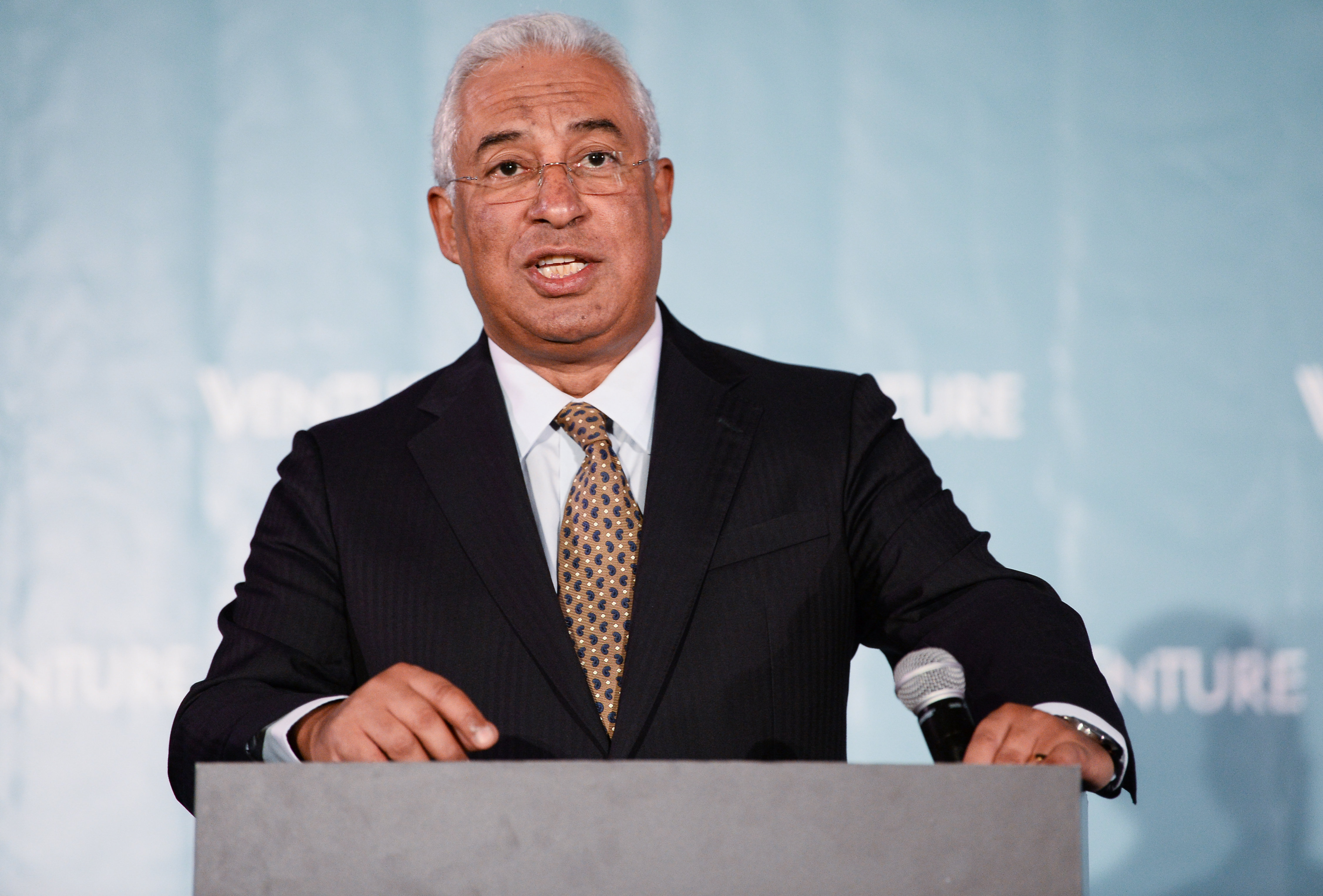
António Costa à un sommet en 2017.

Une victoire du Parti socialiste (PS) et une reconduction d'António Costa à la primature est attendue, le parti étant crédité de sondages favorables le plaçant en tête des intentions de vote depuis plusieurs mois. Un temps envisagée, l'obtention par le PS d'une majorité absolue à lui seul est cependant rendue peu probable du fait d'une nette remontée du Parti social-démocrate au cours des dernières semaines de la campagne. Celui-ci, mené par Rui Rio, rattrape nettement son retard et remonte de 7 % en quatre jours.
En tant que chef d'un gouvernement minoritaire, António Costa s'est vu contraint de négocier longuement chacun des votes annuels du budget de l'État avec ses soutiens du Bloc de gauche et de la Coalition démocratique unitaire, des formations de gauche radicale et d'extrême gauche. Ceux ci mettent en avant leur rôle de contre poids politique, le PS espérant quant à lui que ces élections lui permettront de s'affranchir de leur appui. Le dirigeant socialiste se pose en acteur de la stabilité politique du pays, citant en contre exemple la situation chez le voisin espagnol, où la population est appelée à voter en novembre pour la quatrième fois en quatre ans, faute de majorité stable.
La campagne est notamment marquée par la montée du parti Personnes–Animaux–Nature (PAN), qui impose plusieurs de ses thèmes dans les débats avec un programme centré sur la défense des animaux et de l'environnement. Le PAN devrait ainsi augmenter significativement son nombre de députés, tandis que son dirigeant André Lourenço e Silva s'annonce prêt à soutenir n'importe quel bord politique en échange de la prise en compte par le futur gouvernement de son programme. Cette position hors idéologie suscite l'inquiétude des milieux politiques qui y voit le signe d'une crise du système démocratique, de plus en plus fragmenté au Portugal.

## Résultats

### Nationaux
|                        |                                                    |            |       |      |        |               |  |  |  |  |  |  |  |  |
| Parti                  | Parti                                              | Voix       | %     | +/-  | Sièges | +/-           |  |  |  |  |  |  |  |  |
|                        | Parti socialiste (PS)                              | 1 903 687  | 38,20 | 4,63 | 108    | 22            |  |  |  |  |  |  |  |  |
|                        | Parti social-démocrate (PPD/PSD)                   | 1 454 283  | 29,19 | N/A  | 79     | 10            |  |  |  |  |  |  |  |  |
|                        | Bloc de gauche (BE)                                | 498 549    | 10,01 | 0,57 | 19     | en stagnation |  |  |  |  |  |  |  |  |
|                        | Coalition démocratique unitaire (CDU)              | 332 018    | 6,66  | 1,90 | 12     | 5             |  |  |  |  |  |  |  |  |
|                        | CDS – Parti populaire (CDS-PP)                     | 221 094    | 4,44  | N/A  | 5      | 13            |  |  |  |  |  |  |  |  |
|                        | Personnes–Animaux–Nature (PAN)                     | 173 931    | 3,49  | 2,05 | 4      | 3             |  |  |  |  |  |  |  |  |
|                        | Chega (CH)                                         | 67 502     | 1,35  | Nv.  | 1      | 1             |  |  |  |  |  |  |  |  |
|                        | Initiative libérale (IL)                           | 67 443     | 1,35  | Nv.  | 1      | 1             |  |  |  |  |  |  |  |  |
|                        | LIBRE (L)                                          | 56 940     | 1,14  | 0,39 | 1      | 1             |  |  |  |  |  |  |  |  |
|                        | Alliance (A)                                       | 40 175     | 0,81  | Nv.  | 0      | en stagnation |  |  |  |  |  |  |  |  |
|                        | Parti communiste des travailleurs portugais (PCTP) | 36 006     | 0,72  | 0,43 | 0      | en stagnation |  |  |  |  |  |  |  |  |
|                        | Réagir, inclure, recycler (RIR)                    | 35 169     | 0,71  | Nv.  | 0      | en stagnation |  |  |  |  |  |  |  |  |
|                        | Parti national rénovateur (PNR)                    | 16 992     | 0,34  | 0,18 | 0      | en stagnation |  |  |  |  |  |  |  |  |
|                        | Parti de la Terre (MPT)                            | 12 888     | 0,26  | 0,17 | 0      | en stagnation |  |  |  |  |  |  |  |  |
|                        | Nous, citoyens ! (NC)                              | 12 346     | 0,25  | 0,16 | 0      | en stagnation |  |  |  |  |  |  |  |  |
|                        | Parti démocratique républicain (PDR)               | 11 674     | 0,23  | 0,96 | 0      | en stagnation |  |  |  |  |  |  |  |  |
|                        | Parti uni des retraités (PURP)                     | 11 457     | 0,23  | 0,04 | 0      | en stagnation |  |  |  |  |  |  |  |  |
|                        | Ensemble pour le peuple (JPP)                      | 10 552     | 0,21  | 0,06 | 0      | en stagnation |  |  |  |  |  |  |  |  |
|                        | Parti populaire monarchiste (PPM)                  | 8 389      | 0,17  | 0,12 | 0      | en stagnation |  |  |  |  |  |  |  |  |
|                        | Parti travailliste portugais (PTP)                 | 8 271      | 0,17  | N/A  | 0      | en stagnation |  |  |  |  |  |  |  |  |
|                        | Mouvement Alternative socialiste (MAS)             | 3 243      | 0,07  | N/A  | 0      | en stagnation |  |  |  |  |  |  |  |  |
|                        |                                                    |            |       |      |        |               |  |  |  |  |  |  |  |  |
| Suffrages exprimés     | Suffrages exprimés                                 | 4 982 609  | 95,13 |      |        |               |  |  |  |  |  |  |  |  |
| Votes blancs           | Votes blancs                                       | 131 302    | 2,51  |      |        |               |  |  |  |  |  |  |  |  |
| Votes invalides        | Votes invalides                                    | 123 573    | 2,36  |      |        |               |  |  |  |  |  |  |  |  |
| Total                  | Total                                              | 5 237 484  | 100   | –    | 230    | en stagnation |  |  |  |  |  |  |  |  |
| Abstentions            | Abstentions                                        | 5 539 774  | 51,40 |      |        |               |  |  |  |  |  |  |  |  |
| Inscrits/Participation | Inscrits/Participation                             | 10 777 258 | 48,60 |      |        |               |  |  |  |  |  |  |  |  |

### Résultats par districts

#### Résumé
| Circonscription  | PS    | PS   | PSD   | PSD  | BE    | BE   | CDU   | CDU  | CDS-PP | CDS-PP | PAN  | PAN  | CH   | CH   | IL   | IL   | L    | L    | Autres | Total Sièges | Total Sièges |
| ---------------- | ----- | ---- | ----- | ---- | ----- | ---- | ----- | ---- | ------ | ------ | ---- | ---- | ---- | ---- | ---- | ---- | ---- | ---- | ------ | ------------ | ------------ |
| Circonscription  |       |      |       |      |       |      |       |      |        |        |      |      |      |      |      |      |      |      | Autres | Total Sièges | Total Sièges |
| Circonscription  | %     | Élus | %     | Élus | %     | Élus | %     | Élus | %      | Élus   | %    | Élus | %    | Élus | %    | Élus | %    | Élus | %      | Total Sièges | Total Sièges |
| Aveiro           | 36,05 | 7    | 35,25 | 6    | 10,46 | 2    | 3,20  | —    | 5,99   | 1      | 3,11 | —    | 0,78 | —    | 1,06 | —    | 0,72 | —    | 3,37   | 16           |              |
| Beja             | 42,33 | 2    | 13,83 | —    | 9,44  | —    | 23,71 | 1    | 2,41   | —      | 2,05 | —    | 2,12 | —    | 0,45 | —    | 0,64 | —    | 3,01   | 3            |              |
| Braga            | 38,27 | 8    | 35,82 | 8    | 9,33  | 2    | 4,16  | —    | 4,32   | 1      | 2,70 | —    | 0,72 | —    | 0,85 | —    | 0,71 | —    | 3,08   | 19           |              |
| Bragance         | 38,16 | 1    | 42,64 | 2    | 6,30  | —    | 2,22  | —    | 4,66   | —      | 1,36 | —    | 0,87 | —    | 0,44 | —    | 0,44 | —    | 2,90   | 3            |              |
| Castelo Branco   | 42,94 | 3    | 27,65 | 1    | 11,60 | —    | 4,99  | —    | 3,90   | —      | 2,50 | —    | 1,33 | —    | 0,61 | —    | 0,93 | —    | 3,55   | 4            |              |
| Coimbra          | 41,18 | 5    | 28,09 | 3    | 11,80 | 1    | 5,90  | —    | 3,67   | —      | 2,77 | —    | 0,95 | —    | 0,87 | —    | 0,99 | —    | 3,76   | 9            |              |
| Évora            | 39,79 | 2    | 18,14 | —    | 9,29  | —    | 19,61 | 1    | 3,55   | —      | 2,03 | —    | 2,31 | —    | 0,69 | —    | 0,70 | —    | 3,88   | 3            |              |
| Faro             | 38,55 | 5    | 23,47 | 3    | 12,83 | 1    | 7,43  | —    | 4,00   | —      | 4,98 | —    | 2,23 | —    | 0,86 | —    | 1,03 | —    | 4,62   | 9            |              |
| Guarda           | 39,67 | 2    | 36,30 | 1    | 8,25  | —    | 3,16  | —    | 5,27   | —      | 1,68 | —    | 1,56 | —    | 0,63 | —    | 0,51 | —    | 2,95   | 3            |              |
| Leiria           | 33,04 | 4    | 35,59 | 5    | 9,99  | 1    | 4,58  | —    | 5,64   | —      | 3,06 | —    | 1,58 | —    | 0,98 | —    | 0,98 | —    | 4,56   | 10           |              |
| Lisbonne         | 38,13 | 20   | 23,45 | 12   | 10,08 | 5    | 8,08  | 4    | 4,56   | 2      | 4,57 | 2    | 2,08 | 1    | 2,56 | 1    | 2,15 | 1    | 4,44   | 48           |              |
| Portalegre       | 46,58 | 2    | 21,00 | —    | 8,43  | —    | 11,10 | —    | 3,97   | —      | 1,73 | —    | 2,85 | —    | 0,52 | —    | 0,59 | —    | 3,23   | 2            |              |
| Porto            | 38,15 | 17   | 32,42 | 15   | 10,53 | 4    | 5,00  | 2    | 3,47   | 1      | 3,60 | 1    | 0,63 | —    | 1,58 | —    | 0,99 | —    | 3,63   | 40           |              |
| Santarém         | 39,02 | 4    | 26,48 | 3    | 10,74 | 1    | 7,96  | 1    | 4,97   | —      | 2,73 | —    | 2,14 | —    | 0,82 | —    | 0,91 | —    | 4,23   | 9            |              |
| Setúbal          | 40,03 | 9    | 14,92 | 3    | 12,55 | 2    | 16,38 | 3    | 3,07   | —      | 4,60 | 1    | 2,01 | —    | 1,07 | —    | 1,28 | —    | 4,09   | 18           |              |
| Viana do Castelo | 36,51 | 3    | 35,48 | 3    | 8,89  | —    | 4,17  | —    | 6,53   | —      | 2,48 | —    | 0,74 | —    | 0,60 | —    | 0,59 | —    | 4,01   | 6            |              |
| Vila Real        | 39,03 | 2    | 40,94 | 3    | 6,35  | —    | 2,63  | —    | 4,73   | —      | 1,71 | —    | 0,83 | —    | 0,45 | —    | 0,57 | —    | 2,76   | 5            |              |
| Viseu            | 37,19 | 4    | 38,10 | 4    | 8,26  | —    | 2,42  | —    | 6,19   | —      | 2,24 | —    | 1,02 | —    | 0,58 | —    | 0,52 | —    | 3,48   | 8            |              |
| Açores           | 42,76 | 3    | 32,26 | 2    | 8,51  | —    | 2,61  | —    | 5,13   | —      | 2,83 | —    | 0,90 | —    | 0,73 | —    | 0,91 | —    | 3,36   | 5            |              |
| Madère           | 34,17 | 3    | 38,07 | 3    | 5,37  | —    | 2,13  | —    | 6,19   | —      | 1,86 | —    | 0,72 | —    | 0,73 | —    | 0,38 | —    | 10,39  | 6            |              |
| Europe           | 39,47 | 1    | 25,48 | 1    | 7,68  | —    | 3,41  | —    | 4,00   | —      | 6,66 | —    | 1,05 | —    | 1,10 | —    | 1,47 | —    | 9,68   | 2            |              |
| Hors d'Europe    | 24,65 | 1    | 40,51 | 1    | 3,43  | —    | 1,26  | —    | 5,21   | —      | 5,75 | —    | 1,12 | —    | 3,06 | —    | 0,84 | —    | 14,17  | 2            |              |
|                  |       |      |       |      |       |      |       |      |        |        |      |      |      |      |      |      |      |      |        |              |              |
| Total            | 38,20 | 108  | 29,19 | 79   | 10,01 | 19   | 6,66  | 12   | 4,44   | 5      | 3,49 | 4    | 1,35 | 1    | 1,35 | 1    | 1,14 | 1    | 4,17   | 230          |              |

## Analyse
Le scrutin, marqué par le plus faible taux de participation depuis le retour de la démocratie en 1974, voit la victoire du Parti socialiste. S'il échoue à décrocher la majorité absolue, le parti de centre gauche arrive largement en tête et obtient 22 sièges supplémentaires. António Costa sort renforcé des élections, la bonne performance de son parti lui étant largement attribuée.
Le Parti social-démocrate, de centre droit, recule modérément mais obtient son plus mauvais résultat en voix depuis 1983. Du côté des alliés du gouvernement, il en va de même pour la Coalition démocratique unitaire, de gauche radicale, qui enregistre son plus mauvais résultat depuis sa création en 1987, tandis qu'a l'extrême gauche de l'échiquier politique, le Bloc de gauche stagne à un résultat presque identique à 2015 et conserve ainsi la troisième place et le même nombre de sièges. Le grand perdant du scrutin est le parti de droite CDS – Parti populaire, qui perd quant à lui près des trois quarts de ses sièges. Sa dirigeante, Assunção Cristas, annonce sa démission. Les législatives connaissent par ailleurs une abstention record de 45,50 % des inscrits.
Le scrutin voit l'émergence de plusieurs petits partis politiques qui obtiennent pour la plupart une représentation au Parlement pour la première fois de leur histoire. Le parti environnementaliste Personnes–Animaux–Nature enregistre un bon résultat, bien qu'en-deçà des prédictions des sondages, de même que le parti écologiste Livre, et celui de centre droit Initiative libérale. Enfin, les élections de 2019 voient le retour pour la première fois depuis 45 ans d'un parti d’extrême-droite au parlement portugais avec l'obtention d'un unique siège par Assez.
Aucun des partis n'ayant remporté seul la majorité de 116 sièges, des négociations devraient s'ensuivre entre António Costa et ses alliés pour la reconduction de la Geringonça soutenant le gouvernement sortant. Ce dernier apparait en position de force, ses gains électoraux comparés à la stagnation et au recul de ses alliés lui assurant une légitimité renouvelée par rapport à son arrivée en deuxième place du scrutin de 2015. Les transferts de sièges lui permettent également de n'avoir désormais besoin que de l'un des deux partis pour avoir la majorité et ainsi jouer l'une contre l'autre au cours des négociations. Le PS élargit également les pourparlers en vue des négociations aux partis Personnes–Animaux–Nature et Livre.

## Conséquences
Le 8 octobre, Costa est chargé de former un gouvernement par le président Marcelo Rebelo de Sousa. Deux jours plus tard, après avoir rencontré l'ensemble des partis de gauche ainsi que les partenaires sociaux, le Premier ministre sortant est formellement mandaté par le PS pour constituer le nouveau gouvernement portugais, avec une stratégie d'« accords à géométrie variable » : pour chaque proposition de loi et chaque projet de loi de finances, il consultera au préalable les autres partis de gauche, sans accorder de traitement préférentiel à l'un d'eux. Il repousse donc l'une des suggestions du Bloc de gauche, qui était de signer un accord écrit engageant les deux formations sur la durée de la législature.